# Ley de secretos oficiales
La Ley de secretos oficiales, oficialmente Ley 9/1968, de 5 de abril, sobre secretos oficiales, es una ley española aprobada en 1968 por las Cortes Españolas que tiene por objeto regular aquella información sensible cuyo conocimiento público podría suponer un riesgo para la seguridad y defensa del Estado (art. 2). Posee un reglamento de desarrollo, el Decreto 242/1969.

## Contenido
La ley, que consta de catorce artículos, establece el principio general de publicidad de la actividad de los órganos del Estado salvo cuando esta sea expresamente declarada como «clasificada» (art. 1). La ley solo prevé dos niveles de clasificación: «secreto» y «reservado» (art. 3), si bien la legislación derivada establece la «reserva interna» de información, con otros dos niveles inferiores: «confidencial» y «difusión limitada». Solo el Consejo de Ministros y el Estado Mayor de la Defensa pueden clasificar o desclasificar la información en sus dos máximos niveles (arts. 4 y 7).
El resto de preceptos abordan las responsabilidad y obligaciones de quienes tratan con este tipo de información o puedan encontrarse con ella, quien puede acceder a los diferentes niveles de clasificación, el procedimiento de clasificación y las sanciones que conlleva su incumplimiento.
Por último, la ley establece que la clasificación de información no alcanzará ni al Congreso de los Diputados ni al Senado. Por ello, el Congreso tiene una Comisión de Secretos Oficiales donde se trata este tipo de información.

## Reformas

### Reforma de 1978
La regulación actual de la ley es la establecida por la reforma general hecha en octubre de 1978. Antes de esta reforma, los casos en los que se podía clasificar información eran más amplios, permitiendo la clasificación en los casos que se «comprometa los intereses fundamentales de la Nación en materia referente a la defensa nacional, la paz exterior o el orden constitucional», lo que en la práctica permitía censurar cualquier información que no gustase al régimen. Igualmente, también autorizaba a clasificar información a los Jefes de Misiones Diplomáticas de España en el extranjero y, en caso de urgencia y hasta que fuere ratificado por la autoridad competente: a los directores generales de Seguridad y de la Guardia Civil, a los jefes de Estado Mayor de cada uno de los tres Ejércitos, al jefe de la Defensa Aérea, a los capitanes generales de las Regiones Militares, Departamentos Marítimos y Regiones Aéreas, y a los gobernadores civiles.
Asimismo, esta reforma eliminó toda referencia a autorizar esta clasificación a quienes ocupasen los cargos de forma interina y despersonalizó el acto de clasificación, otorgándoselo a órganos y no directamente a autoridades concretas. Por último, suprimió la exclusión que existía por parte de la jurisdicción contencioso-administrativa del conocimiento de las cuestiones que se derivasen de las clasificaciones y también eliminó las sanciones administrativas para los casos de incumplimiento de lo dispuesto en la ley.

### Reformas futuras
La ley de secretos oficiales ha sido una ley muy criticada a lo largo del actual periodo democrático. En 2020 y por tercera vez, el Pleno del Congreso de los Diputados aceptó la tramitación de una proposición de ley del Partido Nacionalista Vasco para reformar la ley, que no llegó a concluirse en las dos anteriores ocasiones. La propuesta del PNV supone poner límites temporales a la clasificación de información y limitar la capacidad de clasificar, declarando únicamente competente al Consejo de Ministros. Esta norma se encuentra actualmente paralizada en la Mesa del Congreso de los Diputados.
En 2021 el Gobierno anunció una comisión formada por los principales ministerios de Estado encargada de redactar un texto legislativo que homologue la ley a los países del entorno y que cumpla con los parámetros de las organizaciones internacionales a las que pertenece. Se espera que la ley esté aprobada antes de que finalice la XIV legislatura, en 2023. La comisión interministerial terminó sus trabajo en julio de 2022, siendo aprobado el anteproyecto de ley por el Consejo de Ministros el 1 de agosto de 2022. Según las primeras informaciones, la ley ampliará de dos a cuatro los niveles de clasificación y establecerá plazos de entre cuatro y cincuenta años en función de la sensibilidad de la información. Asimismo, se prevé crear una autoridad nacional para la aplicación de la ley y la gestión y desclasificación de este tipo de información. Por último, de aprobarse el anteproyecto de ley, el Ministerio de la Presidencia asumiría la responsabilidad sobre la información clasificada, en detrimento del Ministerio de Defensa.